# Muna (film)
Pour les articles homonymes, voir Muna.
Pour plus de détails, voir Fiche technique et Distribution.
Muna est un court métrage dramatique britannique de 2023, écrit et réalisé par Warda Mohamed. Le film, avec Kosar Ali (en) dans le rôle principal, parle de rêves adolescents, de chagrins et la découverte de liens inattendus. Il suit une adolescente britannique d'origine somalienne qui doit faire le deuil de quelqu'un qu'elle n'a jamais connu.
Il a été sélectionné dans la section Génération 14plus au 74e Festival international du film de Berlin, où il a eu sa première internationale le 20 février. Il était en compétition pour l'Ours de cristal du meilleur film.

## Synopsis
Muna est une adolescente britanno-somalienne. Elle souhaite vivement participer à son voyage scolaire. Elle espère s'amuser avec ses amis, échapper à la monotonie de sa vie familiale et créer la meilleure playlist de tous les temps. Cependant, ses parents hésitent. Et surtout, la tragédie frappe, lorsque son grand-père décède en Somalie. Muna doit faire face à une période complexe, entre le deuil de quelqu'un qu'elle n'a jamais vraiment connu, et le fait d'essayer de convaincre sa mère pour pouvoir participer au voyage. Alors qu'elle se prépare pour la veillée funèbre, Muna réfléchit à sa propre vie et celle de son grand-père décédé, se découvrant des liens inattendus avec celui-ci.

## Distribution
- Kosar Ali : Muna
- Raha Isse Farah : Yasmin
- Elmi Rashid Elmi : Abdi
- Ahmed Nur : Ali
- Meena Mohamed : tante Mariam
- Osman Omar : Awoowe

## Production
Le film a été produit par Monegram, en partenariat avec BBC Film, Pink Towel Productions et Rendition Films.

## Sortie en salle
Muna a été projeté au BFI London Film Festival 2023 dans la section "Network@LFF Shorts" du Programme 1 le 7 octobre 2023.
Le film a été projeté au London Short Film Festival dans le cadre du LSFF 2024 : "London Lives" le 25 janvier 2024.
Sa première internationale a eu lieu le 20 février 2024, dans le cadre du 74e Festival international du film de Berlin, dans la section Génération 14plus,,.
Il a été diffusé au festival international Cinémas d'Afrique Lausanne en août 2024.

## Distinctions et nominations
- Raindance Film Festival, 4 novembre 2023 (sélection officielle)[9].
- British Short Film Award, 7 novembre 2023 (meilleure actrice et meilleur court-métrage)[10],[11].
- British Independent Film Awards, 3 décembre 2023 (sélection officielle)[12].
- London Film Critics' Circle, 4 février 2024 (sélection officielle)[13].
- Festival international du film de Berlin, 25 février 2024 (sélection officielle)[14].
- Festival Cinémas d'Afrique Lausanne, 15 août 2024 (sélection officielle)[15].